# 1960年のテレビ (日本)
1960年のテレビ（1960ねんのテレビ）では、1960年（昭和35年）の日本におけるテレビジョン放送全般の動向についてまとめる。

## 主なできごと
11月29日、ラジオ東京が社名を「東京放送」（略称：TBS）に変更。
- これに伴い、表記も「KRテレビ」から「東京テレビ」に変更。翌年からは「TBSテレビ」に変更される。
- これが契機で翌年、地方にて「ラジオ〇〇」から「〇〇放送」への社名変更が相次ぐ様になる。

9月10日、カラーテレビが実験放送から本放送となり開始。
- NHKでは東京・大阪の総合及び教育テレビにて、民放では日本テレビ、ラジオ東京テレビ（KR-TV、当時、後のTBSテレビ）、読売テレビ、朝日放送テレビにて本放送を開始した。
- 前年12月に郵政省カラーテレビジョン調査会にて決定した米と同じNTSC方式を、この年4月の聴聞会等を経て、6月に正式決定。
- これを受け本放送開始前の同年7月（実験放送実施中）から、東芝を皮切りに、各社でカラーテレビ受像機の発売を開始。

地方でNHK総合1局・同教育7局、民放で5局（当時米領の沖縄を含む）のテレビ局が開局。
- NHKでは総合テレビが宮崎で開局、教育テレビが函館（北海道地方初）・室蘭・浜松（中部地方初）・旭川・福島（東北地方初）・仙台・盛岡の7局で開局。
- 民放では秋田・山形・福井・宮崎の各県で開局。又、当時米領の沖縄で、2局目の琉球放送も開局。

テレビ番組
- カラー本放送開始に伴い、この年、NHKにて多くの番組がカラー化されたり、新たなカラー番組が誕生している（「#既存番組のカラー化」等を参照）。
- NHKの『NHK青年の主張コンクール』のテレビ放送が、この年から開始（後に『青春メッセージ』と改題、2004年まで毎年続く）。
- KR-TV（ → TBS）、『兼高かおる世界飛び歩き』の新シリーズとして、『兼高かおる世界の旅』が放送開始、1990年まで続く長寿番組となる。
- 上記の他、以下のレギュラー番組が放送を開始。
  - NHK総合:『自然のアルバム』、『それは私です』、『日本ところどころ』
  - 毎日放送:『素人名人会』

日本テレビ以外の在京民放が、東京タワーに送信所を移転。在京テレビ全局が出力を増力。
1月17日、KR-TV（ → TBS）の送信所が、東京タワーに移転。更に同日これに加え、NHK東京の総合テレビ、フジテレビ、日本教育テレビ（NET）が共に、映像50kW、音声12.5kWへと出力を増力した。日本テレビは送信所の移転は行わなかったものの、3月12日に前者と同じ出力へ増力した。5月16日には、NHK教育テレビが送信所を同タワーに移転、同時に出力も他局と同じ出力へ増力した。

## 番組関係のできごと
1月
- 4日 - NHK教育、文部省とユネスコの「勤労青少年に与えるテレビの影響調査」に協力し、働く青少年向けの教養番組として、実験視聴者番組『青年の歩み』シリーズが放送開始[1][2]（ - 3月28日、全13回）。同年4月8日には定時番組となる（ - 1962年1月26日）[1][3]。
- 5日 - 日本教育テレビ（NET、後のテレビ朝日）、東映制作のテレビ映画『白馬童子』放送開始（ - 9月20日、全38回。原作:巌竜司、監督:仲木睦）[4]。ここで主演を演じた山城新伍が人気を博す[5]。
- 7日 - NET、テレビドラマ『七色仮面』の第5部にあたる新シリーズ『新 七色仮面』が放送開始。この作品で千葉真一が主演デビュー（ - 6月30日）。
- 15日 - NHKが成人の日のイベント『NHK青年の主張コンクール』のテレビ放送開始[6]（後に『青春メッセージ』と改題、2004年まで毎年続く）。
- 19～20日 - NHK総合及び民放各局、日米安保条約締結に伴う関連特別番組を編成。[1]

2月
- 1日 - NHK総合、教養情報番組『生活の知恵』の第127回「トランジスター」[7]にて、ヘリコプター用トランジスターカメラにより機上から銀座の夜景を放送。[1]
- 19日～29日 - NHK総合、同月17日開催された「スコーバレー冬季オリンピック」の模様を、番組『冬季オリンピックだより』として放送。[1]
- 27日 - NHK東京教育テレビ、この日のカラーテレビ実験放送枠にて、自局初のカラーVTR収録による番組「ミュージカルショー『春夏秋冬』」を放映。[1][8][9]

3月
- 20日
  - NHK総合
    - クイズ番組『それは私です』を放送。同年7月8日からはレギュラー番組となる（ - 1968年3月30日）。[1]
    - 『海外取材番組』で「東南アジアを行く」が放送開始（ - 5月15日、全10回）。[1]

  - 日本テレビ系
    - テレビ初の宗教番組『宗教の時間』放送開始。日本テレビとよみうりテレビの創業者である正力松太郎によって企画、両局で制作され、2001年3月25日まで続いた。[1][10]
- 22日 - NHK総合、2日前にNHKが招へいして来日した、1950年ノーベル平和賞受賞者で、当時国連事務局次長だったラルフ・バンチの東京・産経ホールでの講演を中継。[1][11]
- 25日 - NHK教育、この日の『科学の話題』の『「テレビジョン」（４）―光の魔術―（特殊効果）（２）』の回[12]で、「ミラクルシーン（前面投写式カラースライド）」を初使用。[1]
- 27日 - 関西テレビ、ラジオ局のラジオ関西・京都放送[注 1]・大阪放送とコラボして、テレビとラジオのコラボによる立体ドラマ『コルトを持った男』を放送。[1][13]
- 29日 - NHK東京教育テレビ、この日のカラーテレビ実験放送枠にて、自局初のカラー中継車による番組『春の野外舞踊』（東京国立博物館庭園から中継）を放送。[1][14]

4月
- 4日 - NHK総合、番組改定。土・日曜が全日放送になる。[1]
  - 夜10時台に『きょうのニュース』を新設・放送開始（ - 1972年4月2日）。政治・経済・国際問題など幅広く取り上げ、当事者・記者のコメントなどテレビニュース独自の表現を追求。[1]
- 8日 - NHK総合、レギュラードラマ初のカラー制作『ママと私たち』放送開始（ - 1961年3月31日、全48回）[15][16]。NHK総合テレビでの放送は、カラー本放送が開始する同年9月10日以前はモノクロであったが、それまでの期間は、東京教育テレビのカラーテレビ実験放送枠で、2日遅れでカラーで放送していた（初回から第19回放送分まで）[17]。
- 9日 - NHK総合、自然をテーマとした教養ドキュメンタリー番組『自然のアルバム』が放送開始（ - 1985年3月31日）。[1][18]
- 10日 - いずれもNHK総合
  - カラー制作のミュージカル・バラエティーショー『パノラマ劇場』放送開始（ - 1961年3月26日、全44回）[1][16][19]。これも前述の『ママと私たち』と同様、NHK総合テレビでの放送は、カラー本放送が開始する同年9月10日以前はモノクロであったが、それまでの期間は、東京教育テレビのカラーテレビ実験放送枠で、3日遅れでカラーで放送していた（初回から第21回放送分まで）[20]。
  - 1956年に直木賞を受賞した南條範夫の書き下ろし時代劇『月下の美剣士』放送開始（ - 6月26日、全12回。出演:加藤博司・桂小金治・南利明 ほか）。しかし、テレビの暴力シーンが青少年の非行につながると問題化したことを受け、同年7月4日にNHKがテレビの娯楽番組から暴力場面を追放する施策を実施した（後述）のに伴い、番組は打ち切られた。[21]
- 25日 - NHK総合、『海外特派員だより』放送開始（ - 1962年3月24日。その後同年4月6日～1969年の4月6日まで、『NHK特派員だより』として放送）。[1]

5月
- 2日
  - NHK総合、NHKが招へいして前日に来日したボストン交響楽団（指揮:シャルル・ミュンシュ）の演奏を初放送。この日は、『ボストン交響楽団を迎えて』という番組名で、「ベートーヴェン作曲、交響曲第6番「田園」」が演奏された[22]。尚同楽団はこの来日中、東京ほか15都市で22回の演奏会を開催[1]、公演の一部は『ボストン交響楽団特別演奏会』として随時放送され[23]、特に翌4日のNHKホール（内幸町）からラジオ第1と同時に生放送された回[24]は、ラジオ・テレビのモノラル2波によるステレオ放送が行われた[25][注 2]。
  - NET、テレビ連続帯ドラマ『水道完備ガス見込』放送開始（ -1963年6月29日。出演:岸井明・野々浩介・関千恵子 ほか）。[1][4]
- 8日 - 毎日放送にて、公開演芸番組『素人名人会』放送開始。2002年3月17日まで40年以上続く長寿番組となる。[27]
- 24日 - チリ地震による津波が東北・北海道地方の太平洋沿岸で発生したのを受け、NHK総合・民放共に臨時特別編成を実施[1]。
  - NHK総合では、14時から臨時特別番組『太平洋沿岸をおそった津波 ～チリ地震津波～』をフィルムニュースを交えて放送[1][28]、17時50分からは同津波関連のニュース特報を[29]、21時半からは特別番組『津波』を放送[30]。
  - 民放でも、岩手放送を始め、発生した地域の民放が非常時態勢で報道、特別編成を行い、キー局へニュースを中継した。[1]

6月
- 3～12日 - NHK総合、ラジオ第1と共に、ゴールデンタイムの定時番組を大幅に休止し、議会制民主主義擁護で政治キャンペーン特別番組を編成。[1]
  - 同月3～5日には『私はこう思う』、『議会政治のありかた』がラジオ第1と同時に放送。[1]
- 4日 - フジテレビ、バラエティーショー『東は東』放送開始（ -1962年5月26日。司会:滝田裕介・富士真奈美 ほか）。[1]
- 6～10日 - 同月3日開始のNHKに続き、民放各局も政治キャンペーン番組を放送。[1]
  - 日本テレビはこの期間中、『日本の空白をどうする』を連続5回シリーズで放送。[1]
- 10～11日 - NHK総合、安保闘争に於いて「ハガチー事件」発生に関連し、ラジオ第1と同時に、『この事態をどうみるか』（10日）[31]、『ハガチー事件の波紋』（11日）[32]の特別番組を放送。[1]
- 15～16日 - 安保闘争で死者を出した国会乱入デモとアイゼンハワー米大統領（当時）の来日延期問題等で、NHK・民放各社が特別編成。[1]
  - NHK総合では16日、朝7時25分から特別番組『国会デモ乱闘事件に思う』が放送[1][33]、16時半からは臨時に『ニュース特報』となり、その中で17時23分に「アイゼンハワー米大統領訪日延期」の臨時ニュースが放送[34]、17時半からは岸信介首相（当時）の記者会見が首相官邸からラジオ第1と同時に生中継され[35]、19時半からは特別番組『アイク（アイゼンハワー大統領のニックネーム）訪日延期をめぐって』[36]が各々放送された。[37]
- 17日 - NHK、「暴力の排除と議会政治の擁護」に関する新聞7紙の共同宣言に合わせて、「暴力と政治」キャンペーン開始。[1]
  - これを受け総合テレビで、『左右の暴力と議会政治』（ラジオ第1と同時）[38]、『学生運動をめぐって』[39]の特別番組を放送。[1]
- 23日
  - 日米安保条約の批准書交換と岸首相の引退表明で、NHK・民放各社が特別番組を編成。[1]
  - NET系、米NBCテレビ映画『ララミー牧場』放送開始（ - 1963年7月11日。出演:ロバート・フラー ほか）[1][40]。解説者には後に同局の『日曜洋画劇場』でも活躍した淀川長治を起用[1]。前年同局で放送を開始した『ローハイド』を凌ぐ大人気番組となり、翌年2月には最高視聴率43.7％を記録[41]、NET初期の看板番組の1つとなった。

7月
- 3日 - NET系、視聴者参加型の歌合戦番組『象印歌のタイトルマッチ』放送開始（ - 1967年1月1日。象印マホービンの一社提供）[42]。この番組からスポンサーの象印マホービンは、『象印ニュースクイズ パンドラタイムス』が終了する1995年3月19日まで34年9か月に渡り、NET → テレビ朝日の日曜19時台後半の番組枠を一社で提供し続けることとなる。
- 4日
  - NHK、テレビの暴力シーンが青少年の非行につながると問題化したことを受け、人権・人命尊重の趣旨で、テレビの娯楽番組から暴力場面を追放。これに伴い、総合テレビで放送している『西部のパラディン（原題:Have Gun – Will Travel、米CBS制作）』・『ハイウェイパトロール（米Ziv制作）』・『月下の美剣士』等の番組が放送中止・打ち切りとなる。[1]
  - フジテレビ系、ドラマ『日々の背信』放送開始（原作:丹羽文雄、出演:原保美・池内淳子 ほか）。昼のメロドラマ流行の先駆けとなる。[1]
- 3日 - NHK総合、『海外取材番組』で「中南米を行く」が放送開始（ - 9月29日、全12回）。[1]
- 9日 - NHK総合、1960年イタリア賞参加作品の2時間ドラマ『敦煌』放送（作:井上靖、出演:仲谷昇・八千草薫 ほか）。[1][43]
- 14日 - NHK総合、歴史的出来事の現場を再現しその模様を実況で送る、歴史架空実況番組『あの時をここに』放送。第1回は「桶狭間前夜」が放送された。[1][44]
- 21日 - NHK教育、この年の夏のテレビ・クラブにて、特設番組『テレビろう学校』を放送（ - 8月9日、全14回）[45]。翌年の4月15日からは、教育テレビのレギュラー番組となる。[1]
- 24日 - NHK総合、『国会討論会』の放送がないときの不定期放送として、日本各地のローカル色豊かな話題を軽いタッチでつづる、各局リレーのフィルム番組『日本ところどころ』放送開始。1961度からレギュラー放送となり、同年4月9日から1965年4月4日まで放送され、その後2年間の中断を経て再開し、1967年4月7日から1978年4月2日まで放送された。[注 3][1][47]

8月
- 7日 - NHK総合、ドキュメンタリー番組『日本の素顔』で、被爆者の苦悩を描いた「黄色い手帳」を放送。[注 4][48]
- 25日～9月14日 - NHK総合・民放にて、イタリア・ローマで開催の「ローマオリンピック」の模様を放送。NHKと民放の共同取材で、NHKに共同デスク本部を開設。ローマ → 東京間の短波によるテレビコマ撮り録画の電送速報や、空輸VTRによる実況放送等を実施。[1]
- 月内 - アメリカ大統領選挙、リチャード・ニクソンとジョン・F・ケネディ両候補による初のテレビ討論が行われる。

9月
- 5日 - NHK、テレビ番組改定。総合・教育併設局での学校放送番組は、すべて教育テレビに移行。 総合テレビは、家庭対象の番組を拡充。平日の放送時間も、総合で50分、教育で30分増加する。[1]
  - 以下、全てNHK総合。
    - 幼児向け番組『おかあさんといっしょ』にて、豚を題材とした着ぐるみ人形劇『ブーフーウー』が放送開始。ブー役は本野摩耶（後に大山のぶ代）、フー役は三輪勝恵、ウー役は黒柳徹子がそれぞれ声を務めた（ - 1967年3月28日）。[1]
    - 科学や歴史、その他日常の様々な疑問を子供にわかりやすく解説する、テレビ百科事典とも言うべき子供向け教養番組『ものしりカレンダー』放送開始（ - 1961年3月31日）。翌年の4月6日からは番組名を『ものしり博士』に変更（ - 1969年4月5日）。[1]
    - SF人形劇『宇宙船シリカ』放送開始（ - 1962年3月27日、全227回）。[1]
    - 今迄の『あすへの健康』、『暮らしの科学』など統合し、『茶の間の科学』（第2期）として放送開始（ - 1966年4月2日）。[1]
- 10日 - カラーテレビ本放送開始[1]。各局にて、同開始記念番組が放送される（詳細は、「特別番組『カラー本放送開始記念番組』」を参照）。
- 20日 - ラジオ東京テレビ（KR-TV、後のTBS）系にて、6月19日まで放送された紀行番組『兼高かおる世界飛び歩き』の新シリーズとして、引き続き兼高かおる（ツーリストライター）を起用した『兼高かおる世界の旅』を放送開始。1990年9月30日まで30年続く長寿番組となる。

10月
- 2日
  - NHK総合、『のど自慢素人演芸会』が、ラジオ第1と同時に月1回の定時放送を開始。[1]
  - KRテレビ系、米ABC放映のテレビ映画『サンセット77』放送開始（ - 1968年3月、出演:エフレム・ジンバリスト・ジュニア ほか）。[1]
- 4日 - NHK総合、『海外取材番組』で「中近東を行く」が放送開始（ - 1961年1月31日、全15回）。[1]
- 8日 - 日本テレビ系、系列16社共同制作で、リレー構成テレメンタリー『にっぽん』を放送。[1]
- 10日 - NET、プロ野球日本シリーズ開幕を翌日に控え、毎日大映オリオンズ（大毎、後の千葉ロッテマリーンズ）の西本幸雄、大洋ホエールズ（後の横浜DeNAベイスターズ）の三原脩両監督による対談特番（司会：佐々木信也〈元高橋ユニオンズ→大映ユニオンズ→大毎内野手、当時同局解説者、後年のフジテレビ『プロ野球ニュース』キャスター〉）を18時から生放送することになっていたが、出演予定だった三原が直前になっても現れず、西本と佐々木の対談に終始する形となった。しかし本番終了後も三原が姿を見せなかったことから西本が激怒、ギャラも受け取らずに早々に自宅へ引き上げてしまった[49][注 5]。
- 11～15日 - プロ野球日本シリーズ「大洋対大毎」（第1・2戦：川崎球場、第3・4戦：後楽園球場）をNHK総合（第2戦、4戦）、KRテレビ系（第3戦を除く全試合）、日本テレビ系（第3戦）でそれぞれ中継。第3戦では日本シリーズ初のカラー中継が行われた。
- 12日 - NHK総合、プロ野球日本シリーズ「大洋対大毎」第2戦を中継していた最中に、日本社会党の浅沼稲次郎委員長（当時）が演説会中に暗殺される事件が発生。NHKは野球中継を中断し、事件の模様を臨時ニュースで伝えた。[注 6][1]
- 27日 - 関西テレビ・フジテレビ系、第15回芸術祭参加ドラマ『御寮人さん』を放送。同芸術祭奨励賞を受賞。[50][51]
- 30日 - 日本テレビ系、『光子の窓』が、この日の回は特別にカラー放送(番組初)で45分枠に拡大したスペシャル版「イグアノドンの卵」を放送。カラーVTRを使用して制作されたこの回は、色彩効果に対してその芸術性の高さが認められ、昭和35年度（第15回）芸術祭奨励賞を受賞した。[51]

11月
- 3日 - フジテレビ系にて、江戸川乱歩原作の探偵ドラマ『少年探偵団』を放送開始（ - 1963年9月30日）。
- 26日 - 関西テレビ・フジテレビ系、『夜の十時劇場』にて、第15回芸術祭参加ドラマ『青春の深き渕より』を放送。同芸術祭賞を受賞。[51][52]

12月
- 18日 - NHK総合、中山競馬場からの「第5回有馬記念」の実況中継[53]にて、VTRインターシンク装置[注 7]を初使用。[1]
- 25日
  - NHK総合、東京体育館からの『日ソ男女バレーボール親善試合実況』[54]にて、2000ミリ望遠レンズを使用。[1]
  - 日本テレビ系、『光子の窓』がこの日を以って終了。最後は「光子の大パーティー」という題で、特別にカラーで制作・放送された。[55]
- 30日 - TBS系で『第2回日本レコード大賞』生中継。大賞は松尾和子・和田弘とマヒナスターズの「誰よりも君を愛す」。
- 31日 - NHK総合、『第11回NHK紅白歌合戦』放送。

## その他テレビに関する話題
- 1月17日
  - ラジオ東京（KR、後のTBS）が東京・赤坂本社敷地から東京タワーに送信所移転。同時に映像出力を10kWから50kWに増力。[56][57]
  - NHK東京の総合テレビ、NET、フジテレビ、映像出力を10kWから50kWに増力[1](※日本テレビは同年3月12日に同様の増力を実施[58])。
- 4月1日 - ラジオ東北（後の秋田放送）、山形放送が共にテレビ放送を開始。[59][60]
- 4月30日 - ソニー、世界初のトランジスタテレビを発売（モノクロ）。8インチサイズで定価は69,800円だった。[1]
- 5月16日 - NHK東京の教育テレビの送信所を紀尾井町から東京タワーへ移転。同時に出力も、総合テレビと同じ、映像50kW、音声12.5kWに増力した。[1]
- 6月1日 - 福井放送と当時米領の琉球放送が共にテレビ放送を開始。[1]
- 6月18日 - 郵政省、カラーテレビの本放送開始に伴い、「テレビジョン放送に関する送信の標準方式」を制定公布。これにより、日本のカラーテレビ方式が米と同じNTSC方式に正式決定する。[1]
- 7月 - 東芝が、国産初のカラーテレビ受像機を発売。他のメーカも追って発売。[1]
- 9月2日 - 郵政省、NHKの東京・大阪の両総合・教育テレビ、及び日本テレビ、ラジオ東京、読売テレビ、朝日放送に対し、カラー放送の本免許を交付。[1]
- 9月10日 - 前述のカラー放送の本免許を受けた全局にてこの日、カラーテレビ本放送開始。[1][61]
- 10月10日 - ラジオ東京が東京証券取引所第一部に上場（民放では日本テレビに次いで2番目）。[1]
- 11月29日 - ラジオ東京、社名を東京放送（略称：TBS（Tokyo Broadcasting System の略）、後のTBSホールディングス）に変更。これに伴い表記も「KRテレビ」から「東京テレビ」に改める（翌年「TBSテレビ」に変更）。[1][62]
- 12月 - 日本教育テレビが呼称を「NETテレビ」で統一。[63]

## 開局・放送開始（いずれも、カラー放送は未実施）

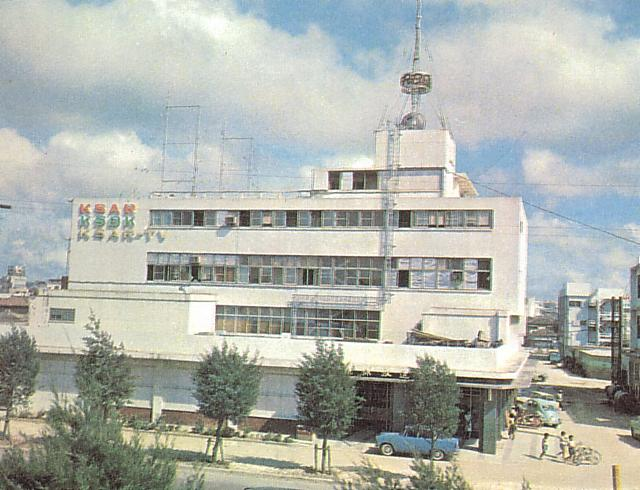
琉球放送テレビ（KSAR-TV）放送開始（6月1日。写真は当時の本社屋）

＊は、民放でテレビ開局に伴い、テレビ・ラジオ兼営局となった放送局。
- 4月1日
  - ラジオ東北（後の秋田放送）＊[1][59]
  - 山形放送＊[60]
- 6月1日
  - 福井放送＊[1]
  - 琉球放送（KSAR-TV）＊[1]
- 7月1日 - NHK宮崎放送局[1]
- 8月1日 - NHK函館教育テレビジョン - 北海道地方初の教育テレビ局
- 9月1日
  - NHK室蘭教育テレビジョン
  - NHK浜松教育テレビジョン - 中部地方初の教育テレビ局
- 10月1日 - ラジオ宮崎（後の宮崎放送）＊[1]
- 11月1日
  - NHK旭川教育テレビジョン
  - NHK福島教育テレビジョン - 東北地方初の教育テレビ局
- 12月1日 - NHK仙台教育テレビジョン[1]
- 12月23日 - NHK盛岡教育テレビジョン

## 既存局のカラー放送開始（本放送）
- 9月10日
  - NHK東京（総合・教育共に）
  - NHK大阪放送局（総合・教育共に）
  - 日本テレビ
  - ラジオ東京テレビ（後のTBSテレビ）
  - 読売テレビ
  - 朝日放送テレビ

## テレビ番組

### テレビドラマ
NHK
- ママと私たち（カラー）- NHKレギュラードラマ初のカラー制作[15][16]

日本テレビ
- きょうも朗らか（カラー）[64]
- 廻れ人生
- かげろう絵図
- 地球は引きうけた（カラー）[65]
- 求婚先制打（カラー）[65]

KRテレビ→TBS
- 大江戸の鷹
- アゴ伝
- サンセット77 - 米ABC放映作品

フジテレビ
- トップ屋
- 江戸の影法師
- 日日の背信
- 夜の十時劇場
- ぼうふら紳士（主演：桂小金治、三井弘次、守屋浩） - ロート製薬一社提供（フジテレビ初）。
- サンウエーブ火曜劇場
- 百万人の劇場
- 御寮人さん（関西テレビ） - 10月27日放送。第15回文化庁芸術祭奨励賞を受賞。[50][51]
- 青春の深き淵より（関西テレビ） - 『夜の十時劇場』枠で11月26日放送。第15回文化庁芸術祭賞を受賞。[52][51]

NETテレビ
- 剣豪秘伝
- 人生劇場
- 愛情詩集
- 水道完備ガス見込
- ララミー牧場 - 米NBC放映作品

### 子供向けドラマ
NHK
- ポンポン大将

日本テレビ
- エノケンの爆笑劇場（主演：榎本健一）
- タッちん君の冒険（カラー）- 日立カラー劇場（日立一社提供）[65]
- しゃっくり寛太→続しゃっくり寛太（読売テレビ。主演：藤山寛美）
- 琴姫七変化（読売テレビ）
- ボナンザ（カラー） - 米NBCのカラーテレビ映画ドラマ[65]

KRテレビ→TBS
- 泣き笑いさくらんぼ劇団（主演：笠置シズ子）
- 夕やけ天使
- ダイラケ二等兵（朝日放送。主演：中田ダイマル・ラケット） - ロート製薬一社提供（TBS初）
- どろん秘帖（朝日放送。主演：中田ダイマル・ラケット）
- やりくり天国（朝日放送）
- やりくり三代記（朝日放送）
- 走れ!白バイ（朝日放送、主演：入川保則）

フジテレビ
- つんころ大助（主演：根岸直彦）
- 小天狗小太郎
- 少年探偵団
- 台風家族
- 富士ホーム劇場
- イガグリくん（関西テレビ）- 日清食品一社提供。

NETテレビ
- 角帽太平記（毎日放送）
- 白馬童子
- 笛吹童子

### 特撮番組
- 宇宙船シリカ（NHK）- 人形劇
- 鉄人28号 (日本テレビ)
- 快傑ハリマオ（第1～5話のみカラー） (日本テレビ)
- 海底人8823 (フジテレビ)
- 怪獣マリンコング→マリンコングの大逆襲 (フジテレビ)（主演：太田博之）
- 新 七色仮面  (NETテレビ)（主演 ： 千葉真一） ※デビュー作
- アラーの使者  (NETテレビ)（主演 ： 千葉真一） - カバヤ食品一社提供。
- ナショナルキッド (NETテレビ) - 松下電器産業（後のパナソニック）一社提供。
- 未知の世界 (日本テレビ) - 海外作品『ミステリー・ゾーン』第1シーズン

### バラエティ番組など
- それは私です（NHK）
- 今宵たのしく（カラー）（NHK）[66]
- パノラマ劇場（カラー）（NHK）[16][19]
- チエミ民謡集（カラー）（日本テレビ）- 明乳アワー（明治乳業一社提供）。江利チエミの冠番組。[64]
- 夜のドライブイン（カラー）（日本テレビ）- マツダミュージカル（マツダ一社提供）。[65]
- 東芝カラーミュージカル（カラー）（日本テレビ）- 東芝一社提供。[65]
- 宗教の時間（日本テレビ・読売テレビ）
- 兼高かおる世界の旅（KR→TBS）
- 話題の医学（NETテレビ）[注 8]
- 素人名人会（毎日放送）[27]

### ニュース番組
- NHKきょうのニュース

### 教育・教養・ドキュメンタリー番組
- 自然のアルバム（NHK）
- 人形劇 ブーフーウー（NHK総合）
- 美術教室「できたできた」（カラー）（NHK教育）[66]
- スピードさるくん（NHK教育）
- かっちゃん（4月9日開始[67]、9月10日カラー化[66][68][69] ）（NHK教育）[70]
- かきましょうつくりましょう（モノクロ → カラー）（NHK教育）[66]
- 理科教室小学校1年生（1960年度はカラー）（NHK教育）
- 理科教室小学校2年生（NHK教育）
- 理科教室小学校3年生（NHK教育）
- 理科教室小学校4年生（NHK教育）
- 日本の地理・世界の地理（NHK教育）
- 奥様これはいかが（カラー）（KRテレビ→TBS）[71]
- 季節の手帳（カラー）（KRテレビ→TBS）[71]
- ABCカラー（カラー）（朝日放送）- カラー本放送開始直後の9月12日（月曜日）から開始された、平日午後30分のカラーフィルム番組。[72]
  - 月曜日：世界の旅[72]
  - 火曜日：茶の間の科学[72]
  - 水曜日：日本の山々[72]
  - 木曜日：躍進する産業[72]
  - 金曜日：テレビ風土記[72]

### 特別番組
- カラー本放送開始記念番組（全てカラー）
  - 京鹿小娘道成寺（NHK総合） - 9月10日[73][74]
  - 操三番叟（日本テレビ） - 9月10日[73][75]
  - カラー秋祭り（日本テレビ） - 9月10日（読売テレビにもビデオ送りにて同時ネット）[73][74][75]
  - アラスカの顔（日本テレビ） - 9月10日[73][75]
  - プロボクシング「世界フェザー級タイトルマッチ『デビー・ムーア 対 高山一夫』」（放送前月(8月)の29日、後楽園特設リングにて収録）（日本テレビ） - 9月10日[73][75]
  - カラー・ミュージカル「バレーフェスティバル」（ラジオ東京テレビ） - 9月10日[注 9][62][76][73]
  - ユア・カラーショー（読売テレビ） - 12月13日 [注 10][77][78]

### 既存番組のカラー化
- ママちょっと来て（日本テレビ）- 1月10日より随時(不定期)[79]
- 夫婦百景（日本テレビ）- 1月11日より随時(不定期)[80]
- 美術教室（NHK教育）- カラーテレビ実験放送期の4月7日から（本放送開始(9月10日)後も継続）[注 11][注 12][81][82]
- ジェスチャー（NHK東京教育 カラー実験放送）- 7月17日放送(総合テレビにて7月12日放送分を実験的にカラー制作したもの）[注 11][83]
- 私の秘密（NHK総合）- 9月12日放送分より毎回カラー化[66][82][84]
- 歌の広場（NHK総合）- 9月12日放送分より毎回カラー化[66][82][85]
- お笑い三人組（NHK総合）- 9月13日放送分より毎回カラー化[66][82][86]
- バス通り裏（NHK総合）- 10月3日放送分より毎回カラー化[16][82][16][87]
- 光子の窓（日本テレビ）- 10月30日及び12月25日(最終回)放送分のみ特別にカラー化